# Виктор Аксел Унандер
Виктор Аксел Унандер (на шведски: Wiktor Axel Unander или Viktor Axel Unander) е шведски офицер, капитан и фотограф, член на мисията, натоварена с реформирането и реорганизирането на османската жандармерия в Македония според Мюрцщегската реформена програма от 1904 до 1908 година.
Унандер е автор на ценен като исторически извор дневник, издаден в 1947 година под заглавието „С опасно поръчение на изток“. Докладите му от Балканите също са важен извор за историята на региона.

## Биография
Роден е на 18 декември 1872 година в Итертавле, Умео Ландсфьорсамлинг, край Умео.
Унандер е военен наблюдател по време на арабското въстание в Западна Африка в 1901 – 1902 година.
В 1903 година Унандер е изпратен заедно с норвежкия офицер К. Й. Нандруп от шведското правителство в Мюрцщегската реформена мисия в Османската империя. Унандер е пратен в Битоля и се установява в махала, населена с българи. Съсед на Унандер е българският митрополит Григорий Пелагонийски. Унандер води дневник, в който отразява политическия живот и революционните борби на българското население. Унандер, който е и фотограф, прави много снимки на бъргарските селища, на местното население и на чуждите офицери в османската жандармерия.
По-късно се връща в Швеция и работи в Малмьо като писател.
Части от дневника на Унандер са издадени в 1947 година.